# Massachusetts Bay

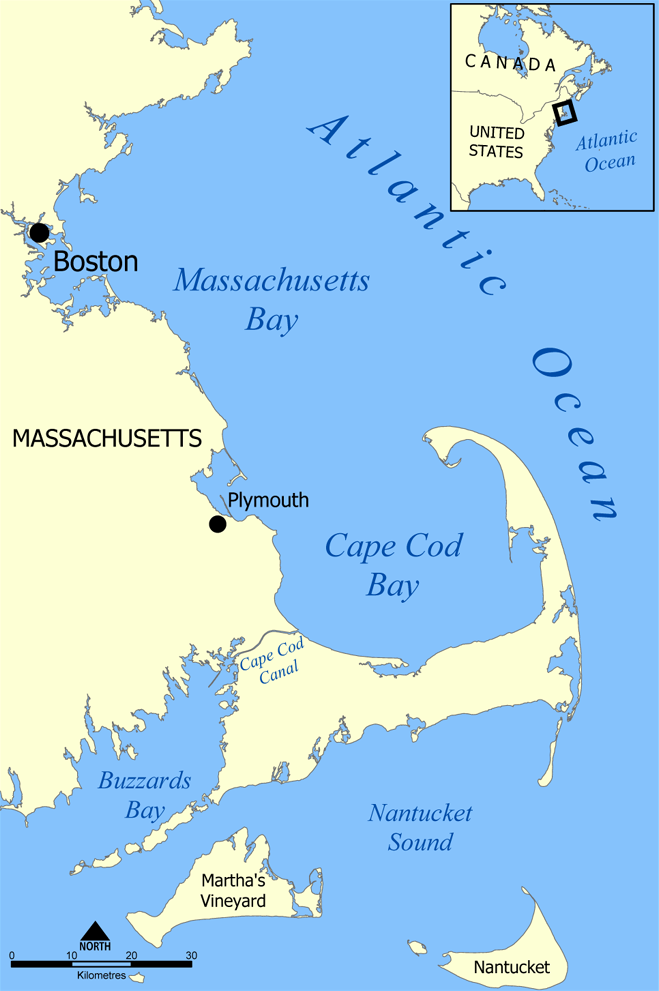
Karte der Massachusetts-Bucht

Die Massachusetts-Bucht (engl. Massachusetts Bay) ist eine der größten Buchten der amerikanischen Atlantikküste. Sie bildet die etwa 100 km lange charakteristische Küstenlinie des US-Staates Massachusetts. Die Bucht ist im Norden durch Cape Ann begrenzt, am westlichsten Punkt liegen Boston und der Hafen von Boston, im Süden geht sie bei Brant Rock, einem Stadtteil von Marshfield, in die beginnende kleinere Bucht von Plymouth und seewärts in die Cape Cod Bay über. Weitere Städte an der Massachusetts Bay sind Nahant, Gloucester und Salem Harbours. Durch den Cape Cod Canal besteht eine Wasserverbindung zwischen Cape Cod Bay und der Buzzards Bay (deutsch: Bussarde-Bucht).
Verschiedentlich wird die Cape Cod Bay als Teil der Massachusetts-Bucht aufgefasst. In diesem Verständnis bezeichnet der Begriff Massachusetts-Bucht die ungefähr rechteckige Meeresfläche zwischen Cape Ann und Cape Cod.
Die Massachusetts-Bucht selbst ist Teil einer wesentlich größeren Bucht – des Golf von Maine (engl. Gulf of Maine). Dieser reicht von Cape Cod bis Neuschottland.
Eine der zwei Gründerkolonien des Staates Massachusetts (Massachusetts Bay Colony) trägt den Namen der Bucht. Im Jahre 1620 erforschten nach Eigenständigkeit trachtende puritanische Pilger aus der Gegend um Boston dieses Gebiet und übernahmen schließlich im Jahre 1691 die Stadt Plymouth.
Die wirtschaftlichen Aktivitäten konzentrieren sich im Raum Boston. Hier dominieren der Hafen und verschiedene Industriezweige. Zahlreiche kleine und mittlere Städte entlang der Küste leben von Tourismus, Fischfang und Marinas.
Cape Cod ist besonders bekannt für sein wohltuendes Klima und seine Naturschönheiten sowie das seit 1961 geschützte Küstengebiet Cape Cod National Seashore.

## Flüsse im Gebiet der Massachusetts Bay
- Danvers River
  - North River
  - Bass River
- Forest River
- Saugus River
  - Pines River
  - Mill River
- Mystic River
  - Chelsea Creek
  - Island End River
  - Malden River
  - Alewife Brook
    - Little River

  - Aberjona River

- Charles River
  - Muddy River
  - Stop River
  - Mill River
  - West Branch Charles River
  - Stony Brook (Waltham)
  - Stony Brook (Boston) (covered culvert)

- Neponset River
  - Canton River, a.k.a. East Branch Neponset River
  - Mother Brook
- Weymouth Fore River
  - Monatiquot River
    - Cochato River
    - Farm River
      - Blue Hill River
- Weymouth Back River
  - Fresh River
  - Mill River
    - Old Swamp River
- Weir River
  - Crooked Meadow River
    - Plymouth River
- Bound Brook (1640 bildet er die Grenze zwischen der Massachusetts Bay Kolonien und den Plymouth Kolonien.)
  - Aaron River

- North River
  - East Branch North River
  - Indian Head River
    - Drinkwater River

  - West Branch North River
- South River